# Ginungagap
Ginungagap ("zjapeća praznina") je mitski ponor koji je postojao pre stvaranja sveta. Sa njegove južne strane nalazi se Muspelhajm (Muspelheim), a sa severne strane Nifelhajm (Nifelheim).

## Spoljašnje veze
- (Црна мрежа)